# Gabriela Matisová
Gabriela Matisová (* 28. června 1945) byla slovenská a československá politička a bezpartijní poslankyně Sněmovny lidu Federálního shromáždění za normalizace.

## Biografie
K roku 1976 se profesně uvádí jako soustružnice. Ve volbách roku 1976 zasedla do Sněmovny lidu (volební obvod č. 137 - Staré Mesto, Bratislava). Ve Federálním shromáždění setrvala do konce funkčního období, tedy do voleb roku 1981.